# (5720) Галуивер
(5720) Галуивер (лат. Halweaver) — астероид, относящийся к группе астероидов пересекающих орбиту Марса. Он был открыт 29 марта 1984 года американским астрономом Кэролин Шумейкер в Паломарской обсерватории и назван в честь американского астронома Гарольда Энтони Уивера (англ. Harold Anthony Weaver).
- Орбита астероида Галуивер и его положение в Солнечной системе